# Pordic
Pordic (en bretó Porzhig, gal·ló Pordic) és un municipi francès, situat a la regió de Bretanya, al departament de Costes del Nord. L'any 2006 tenia 5.767 habitants. El consell municipal ha aprovat la carta Ya d'ar brezhoneg.

## Demografia
| 1962                                       | 1968  | 1975  | 1982  | 1990  | 1999  |
| ------------------------------------------ | ----- | ----- | ----- | ----- | ----- |
| 2.871                                      | 2.957 | 3.343 | 4.288 | 4.635 | 5.176 |
| Des de 1962: població sense dobles comptes |       |       |       |       |       |

## Administració
| Període   | Identitat           | Partit |
| --------- | ------------------- | ------ |
| 1995-2001 | André Guédé         |        |
| 2001-2008 | Guy Fonteix         |        |
| 2008-     | Gilbert Gaspaillard |        |